# Imperial Hotel
L'Imperial Hotel (帝国ホテル teikoku hoteru) è un hotel a Uchisaiwaicho nel quartiere Chiyoda a Tokyo.

## Storia
Fu creato alla fine del 1880 su richiesta dell'aristocrazia giapponese per ospitare il crescente numero di visitatori occidentali in Giappone. Il sito dell'hotel si trova appena a sud del parco del Palazzo Imperiale.

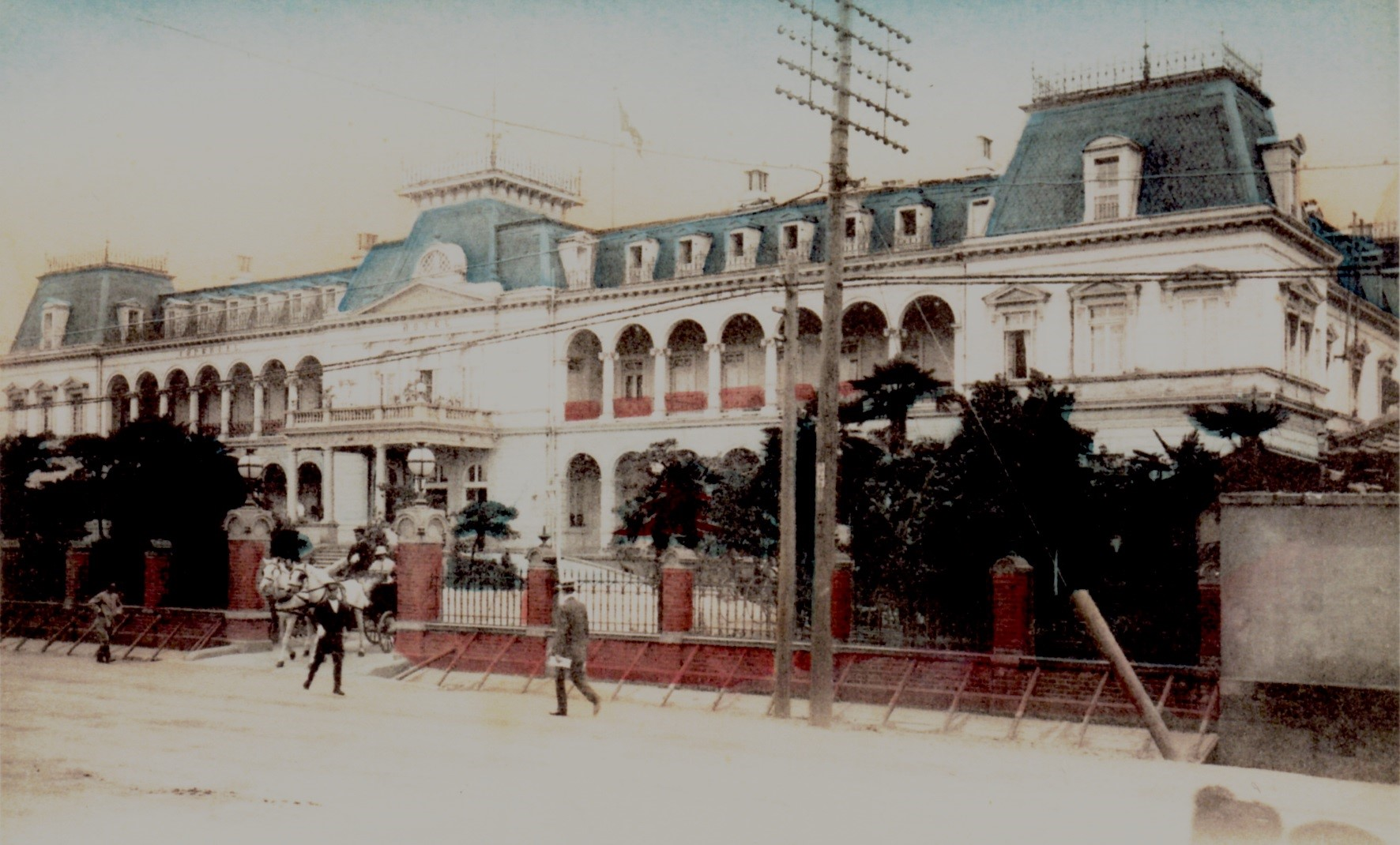
Illustrazione dell'Imperial Hotel antecedente il 1920

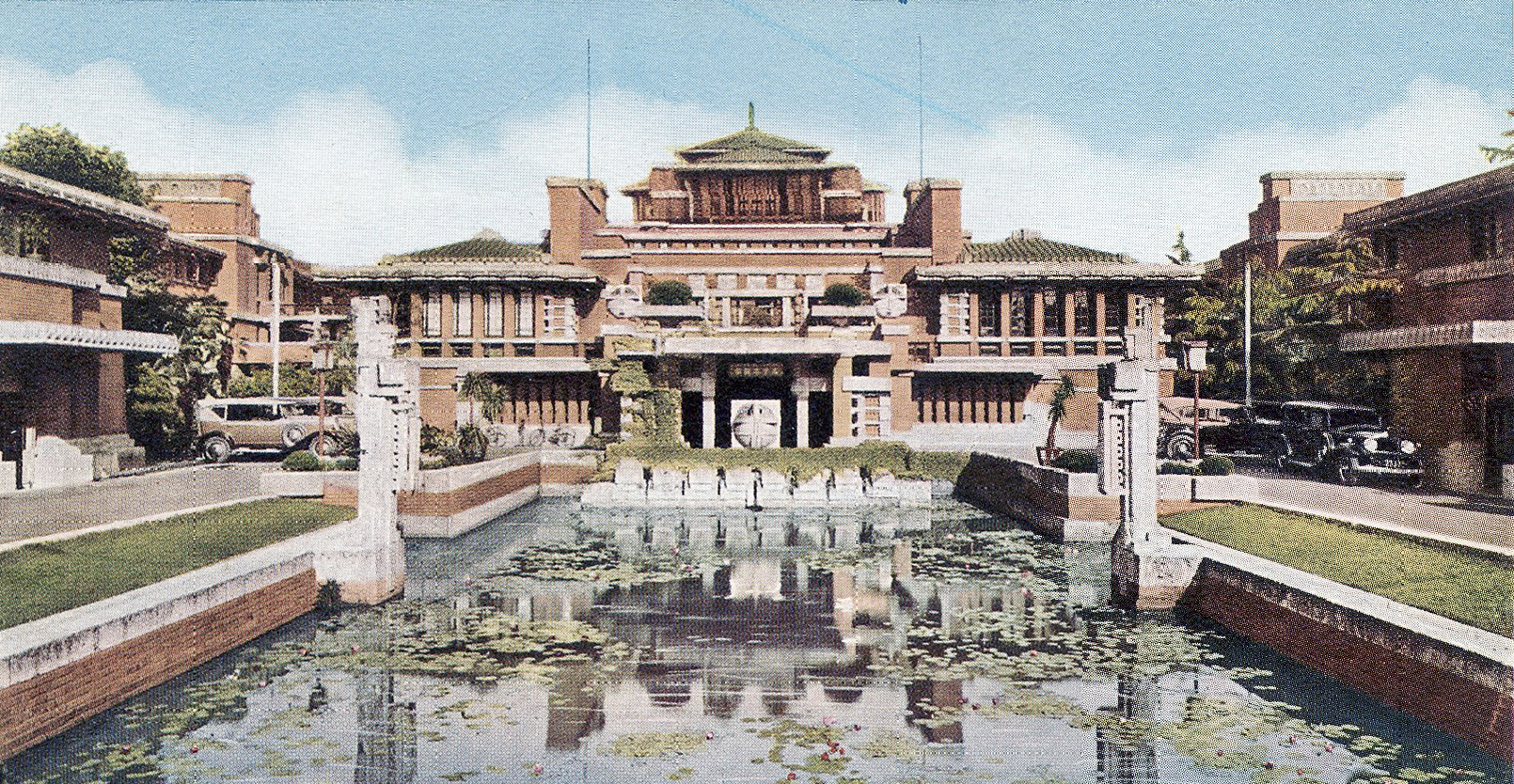
La struttura dell'hotel progettata da Wright

Originariamente composto da tre edifici principali, l'intera struttura ha subito numerose modifiche, ristrutturazioni, rifacimenti e ampliamenti nel corso degli anni. 
Contando anche le dépendance, ci sono state almeno 10 strutture che hanno fatto parte dell'Imperial Hotel, tra cui due progettate da Frank Lloyd Wright.:
- L'originale Imperial Hotel, progettato da Yuzuru Watanabe (1890-1922)
- Hotel Metropole a Tsukiji , acquistato come dépendance (1906-1910)
- Prima dépendance dell'Hotel Imperial (1906-1919)
- Una dépendance temporanea, progettata da Wright quando l'edificio dépendance originale dell'hotel fu bruciato (1920-1923)
- Nuovo edificio principale dell'Imperial Hotel, progettato da Wright (1922-1967)
- 1954 dépendance dell'Imperial Hotel (1954–1979)
- 1958 dépendance dell'Imperial Hotel (1958-1979)
- Parcheggio dell'Imperial Hotel (1969-oggi)
- Terzo (e attuale) edificio principale, che ha sostituito l'edificio principale di Frank Lloyd Wright (1970-oggi)
- Imperial Tower, che ha sostituito le dépendance del 1954 e del 1958 (1983-oggi)